# Margaret Ewing
Margaret Anne Ewing (née McAdam, anciennement Bain ; 1er septembre 1945 - 21 mars 2006) est une enseignante, journaliste et femme politique écossaise. Elle est députée du Parti national écossais (SNP) pour East Dunbartonshire de 1974 à 1979 et Moray de 1987 à 2001, et membre du Parlement écossais (MSP) pour Moray de 1999 à 2006.
Ewing est chef adjointe du Parti national écossais de 1984 à 1987 et chef du groupe parlementaire SNP à la Chambre des communes de 1987 à 1999. Elle est candidate à la direction du SNP en 1990.

## Jeunesse et carrière
Elle est née Margaret Anne McAdam à Lanark, fille de John McAdam, un ouvrier agricole . Elle fait ses études au lycée Biggar. À l'âge de douze ans, on lui diagnostique une tuberculose avec un séjour de treize mois à l'hôpital . Elle étudie ensuite à l'Université de Glasgow, où elle obtient une maîtrise en langue et littérature anglaises .
Elle est professeur d'anglais au lycée St Modan à Stirling de 1970 à 1973, avant de devenir professeur principal de rattrapage scolaire de 1973 à 1974 .

## Carrière politique
Ewing rejoint le Parti national écossais quand elle est étudiante en 1966 et est présidente du groupe étudiant de l'université . Elle est élue députée d'East Dunbartonshire aux élections d'octobre 1974, par seulement 22 voix, alors qu'elle est connue sous le nom de Margaret Bain. Elle avait été battue pour ce siège lors des précédentes élections de février. En 1976, lors d'un débat sur la décentralisation, elle déclare à la Chambre des communes qu'elle s'est identifiée comme Écossaise, européenne et "citoyenne du monde", mais ne "se sentait pas britannique" et ne s'était "jamais identifiée... comme britannique" . À un moment donné, elle fond en larmes à la Chambre des communes lorsqu'une proposition de dévolution est rejetée. Avec le déclin des résultats électoraux du SNP lors des élections de 1979, elle perd son siège à la Chambre des communes . Après avoir travaillé pendant une période comme administratrice dans les services sociaux à Glasgow, elle se présente sans succès dans la circonscription de Strathkelvin et Bearsden aux élections de 1983 .
Ewing travaille ensuite comme journaliste indépendante . Maintenant connue sous le nom de Margaret Ewing, elle est sélectionnée par le SNP comme candidate pour Moray aux élections de 1987. Elle est réélue à Westminster et à nouveau en 1992 et 1997, occupant ce siège jusqu'à ce qu'elle se retire aux élections générales de 2001 pour se concentrer sur Holyrood. Elle se présente à la direction du SNP en 1990 mais perd face à Alex Salmond malgré le soutien de nombreux membres éminents du SNP (tels que Jim Sillars). Ewing devient chef du groupe parlementaire du SNP après les élections de 1987. La vacance de la direction est causée par le fait que le président du SNP, Gordon Wilson, a perdu son siège à Dundee East et que l'ancien chef de groupe, Donald Stewart, s'est retiré du Parlement. Alors que les trois députés du SNP élus en 1987 n'ont pas été membres du parlement précédent, Ewing et Andrew Welsh ont tous deux siégé au parlement dans le passé. Une réunion post-électorale tenue à Perth entre Ewing, Gallois, Salmond (nouvellement élu député de Banff et Buchan) et Wilson conduit à la nomination d'Ewing, Gallois devenant le whip en chef du groupe.
En 1999, lors de la première élection du Parlement écossais, elle est élue pour représenter Moray. Elle est réélue en 2003.
En août 2005, Ewing annonce qu'elle ne se représenterait pas aux élections législatives écossaises de 2007 . 
Ewing est décédée d'un cancer du sein, à l'âge de 60 ans, le 21 mars 2006 ,. Le SNP conserve confortablement son siège vacant lors de l' élection partielle qui a eu lieu le 27 avril 2006.

## Famille
Elle s'est mariée deux fois : d'une part à Donald Bain, chargé de recherche du SNP en 1968 (divorce en 1980), et d'autre part à Fergus Ewing en 1983, qui est le fils de Winnie Ewing et qui est également membre du Parlement écossais. Sa belle-sœur Annabelle Ewing est également une personnalité politique du SNP.